# Stephon Gilmore
Stephon Stiles Gilmore (* 19. September 1990 in Rock Hill, South Carolina) ist ein US-amerikanischer American-Football-Spieler in der National Football League (NFL). Er spielte als Cornerback für die Minnesota Vikings. Zuvor stand er mehrere Jahre lang bei den Buffalo Bills, den New England Patriots, mit denen er den Super Bowl LIII gewinnen konnte, den Carolina Panthers, den Indianapolis Colts und den Dallas Cowboys unter Vertrag.

## College
Gilmore, während der Highschool auch ein talentierter Basketballer und Leichtathlet, besuchte die University of South Carolina und spielte für deren Team, die Gamecocks, zwischen 2009 und 2011 College Football. In 40 Partien gelangen ihm insgesamt 181 Tackles, acht Interceptions, sieben Sacks und ein Touchdown.

## NFL

### Buffalo Bills
Gilmore wurde beim NFL Draft 2012 von den Buffalo Bills in der ersten Runde als insgesamt 10. Spieler ausgewählt und erhielt einen Vierjahresvertrag über 12,08 Millionen US-Dollar und ein Handgeld (Signing Bonus) von 7,22 Millionen. Bereits in seiner Rookie-Saison konnte er sich etablieren und kam in allen 16 Spielen als Starter zum Einsatz. Auch in den folgenden Spielzeiten zeigte er konstant gute Leistungen, wobei er aber immer wieder mit Verletzungen pausieren musste. So fiel er etwa 2013 mit einem gebrochenen Handgelenk für fünf, 2015 wegen einer Schulterverletzung für vier Partien aus.
2016 wurde er erstmals in den Pro Bowl berufen.

### New England Patriots
Im März 2017 unterschrieb er bei den New England Patriots einen Fünfjahresvertrag in der Höhe von 65 Millionen US-Dollar, 31 davon garantiert, sowie einem Handgeld von 18 Millionen. Auch hier spielte er auf gewohnt hohem Niveau und konnte mit seinem neuen Team den Super Bowl LII erreichen, der aber gegen die Philadelphia Eagles verloren ging.
2018 wurde Gilmore zum zweiten Mal in den Pro Bowl berufen und er konnte mit den Patriots erneut den Super Bowl erreichen und diesmal gewinnen. Durch eine Interception gegen Jared Goff im vierten Quarter hatte er erheblichen Anteil an diesem Erfolg.
In der Saison 2019 konnte Gilmore zwanzig Pässe abwehren und sechs Interceptions fangen, beides waren Bestwerte in dieser Saison. Er wurde als NFL Defensive Player of the Year ausgezeichnet.
Wegen einer Oberschenkelverletzung wurde Gilmore vor Beginn der Saison 2021 auf die PUP-Liste gesetzt und verpasste damit die ersten sechs Partien der Saison. Nachdem Vertragsverhandlungen um eine Verlängerung über die Saison 2021 hinaus gescheitert waren, entschlossen die Patriots, sich von Gilmore zu trennen, um Cap Space zu sparen.

### Carolina Panthers
Am 6. Oktober 2021 gaben die Patriots Gilmore im Austausch gegen einen Sechstrundenpick 2023 an die Carolina Panthers ab.

### Indianapolis Colts
Im April 2022 unterschrieb Gilmore einen Zweijahresvertrag im Wert von 23 Millionen US-Dollar bei den Indianapolis Colts.

### Dallas Cowboys
Im März 2023 gaben die Colts Gilmore im Austausch gegen einen Fünftrundenpick 2023 an die Dallas Cowboys ab.

### Minnesota Vikings
Im August 2024 nahmen die Minnesota Vikings Gilmore unter Vertrag.